# Рольф Тіманн
Рольф Тіманн (нім. Rolf Tiemann; 6 серпня 1918, Магдебург — 19 травня 2005) — німецький офіцер, штурмбанфюрер СС. Кавалер Німецького хреста в золоті.

## Біографія
1 листопада 1937 року вступив в СС (посвідчення № 353 104). В 1937 році вступив в частини посилення СС і зарахований в 10-ту роту штандарту СС «Германія». В 1939 році закінчив юнкерське училище СС в Брауншвейгу і був переведений в лейбштандарт. Учасник Польської, Французької і Балканської кампаній, а також німецько-радянської війни. З червня 1940 року — ад'ютант 2-го батальйону Лейбштандарту, з червня 1941 року — командир взводу 7-ї роти. 12 вересня 1941 року важко поранений. З лютого 1942 року служив в танковому батальйоні, (потім — в полку) Лейбштандарту, в якому очолив 7-му роту. Відзначився у боях під Харковом і Курськом. В грудні 1943 року переведений в штаб 13-го армійського корпусу. В 1944 році закінчив курси офіцерів Генштабу. В грудні 1944 року декілька днів виконував обов'язки командира 26-ї гренадерської дивізії військ СС. З 19 грудня 1944 року — 1-й офіцер Генштабу штабу Лейбштандарту, з 1 березня 1945 року — 26-ї гренадерської дивізії військ СС. В травні 1945 року здався американським військам. В 1947 році звільнений.

## Звання
- Унтерштурмфюрер СС (20 квітня 1940)
- Оберштурмфюрер СС (9 листопада 1941)
- Гауптштурмфюрер СС (20 квітня 1943)
- Штурмбанфюрер СС (9 листопада 1944)

## Нагороди
- Залізний хрест 2-го і 1-го класу
- Німецький хрест в золоті (2 жовтня 1943)